# Omladinski stadion
Omladinski stadion (serb. Омладински стадион) − stadion piłkarski mieszczący się w Belgradzie, na którym domowe mecze rozgrywa miejscowy klub, OFK. Pojemność stadionu wynosi 20 000 miejsc.